# Velika ideja
Za knjigo Wilkinsona in Pickettove glej Velika Ideja (knjiga).
Velika ideja (grško Μεγάλη Ιδέα; Megali Idea) je politična ideja o združitvi vseh zgodovinsko grških ozemelj v eno državo. 

## Zgodovina
Osmani so leta 1453 zasedli Konstantinopel, s čimer se je zaključil že nekaj stoletij trajajoč propad Bizantinskega cesarstva. Vendar je v zavesti podjarmljenega pravoslavnega prebivalstva tlela ideja, da bo nekoč prišlo do njegove oživitve.
Po obdobju teritorialne ekspanzije in gospodarskega razcveta osmanske države je v 18. stoletju ta zašla v krizo. Grška elita je začutila, da prihaja pravi trenutek za upor. Pri tem jih je aktivno spodbujala Rusija, ki je z Osmanskim cesarstvom sicer bojevala več vojn. Grki so imeli tudi močno podporo filhelenskih intelektualnih krogov v zahodni Evropi.
Leta 1821 se je začel upor, ki ga Grki poznajo kot grško vojno za neodvisnost. Vojna sreča je večkrat menjala strani, po osmih letih bojevanja in intervenciji velikih sil pa je osmanski sultan leta 1829 morali priznati neodvisnost Grčije. Le-ta je bila omejena na ozemlja Peloponeza, Atike z nekaj severnega zaledja, ter otočij Kikladi in Sporadi.
Toda v grški politiki nihče ni dvomil, da takšne grške meje niso dokončne. V ozadju je vseskozi bilo prepričanje, da se bo Grčija širila naprej, do združitve vseh zgodovinsko grških ozemelj: Jonskih otokov, Epira, Makedonije, Trakije, južne obale Črnega morja, Male Azije, Krete in Cipra, seveda pa tudi Istanbula. To je bila Velika ideja, grško »Megali idea«. 
Dogodki 19. stoletja so ji v glavnem šli na roko. Grčija se je redno zapletala v spopade z Osmanskim cesarstvom in tudi če na bojiščih ni zmagala, je pridobivala ozemlje. Največja teritorialna ekspanzija je sledila po balkanskih vojnah. Šele poraz v grško-turški vojni med letoma 1919 in 1922 je naredil konec težnjam po grški teritorialni ekspanziji, z izjemo Cipra.